# Eugeniusz Roland

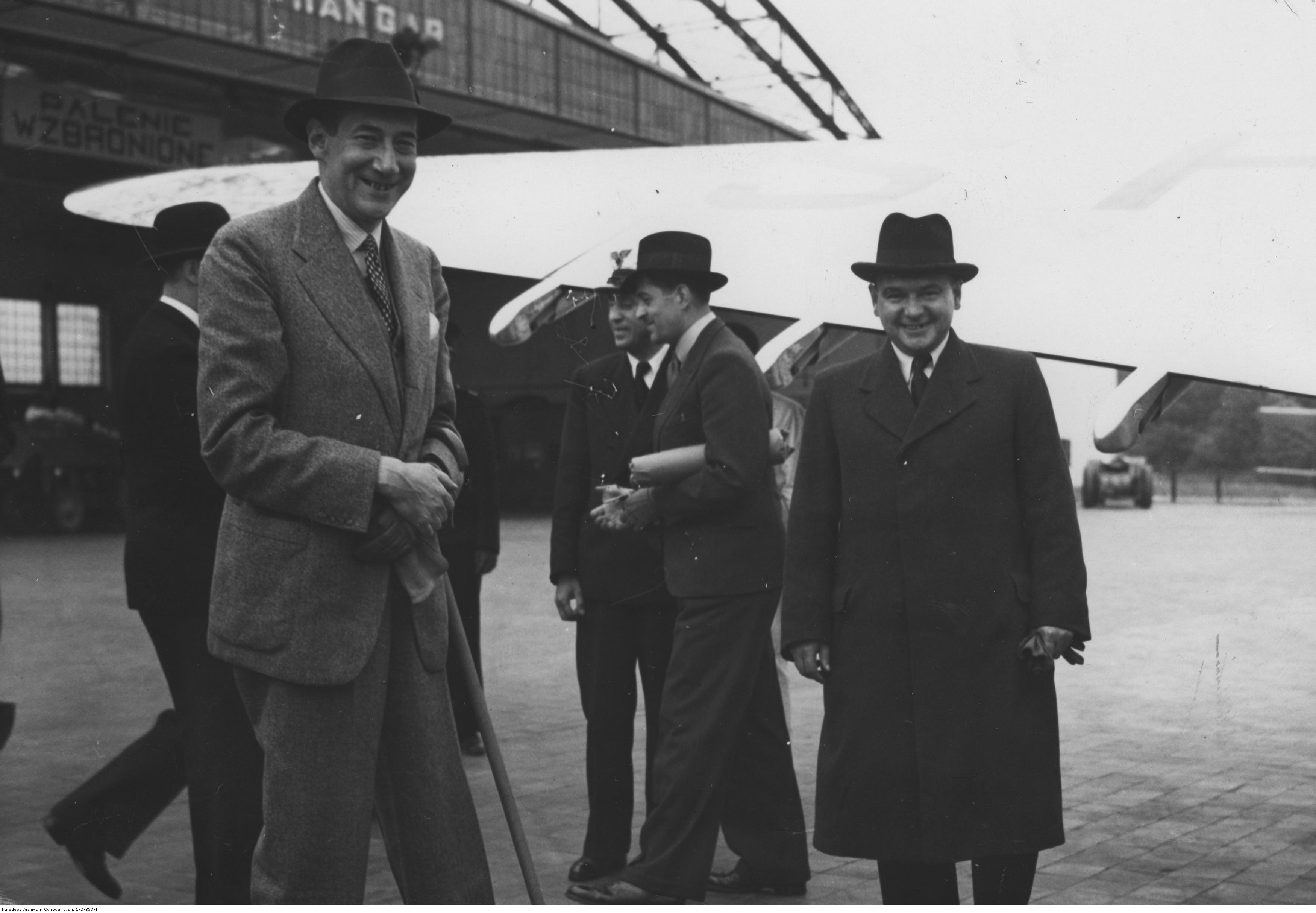
Minister spraw zagranicznych Józef Beck w towarzystwie Eugeniusza Rolanda na Okęciu przed odlotem do Tallina; 1938

Eugeniusz Roland (ur. 2 listopada 1890 we Lwowie, zm. 17 stycznia 1971 w Wiedniu) – polski pilot myśliwski, obrońca Lwowa, uczestnik bitwy o Anglię, więzień stalinowski.

## Życiorys

### Młodość i służba w armii Austro-Węgier
Urodził się we Lwowie jako syn Józefa i Marii z Markowskich. Żonaty z Marią Adelą z Szankowskich; córka Danuta. W latach 1909–1914 odbył studia na Politechnice Lwowskiej i działał w związku awiatycznym. Podczas I wojny światowej w 1914 powołany do armii austro-węgierskiej. 15 lipca 1916 skierowany do lotnictwa, ukończył szkołę lotniczą w Wiener Neustadt. Po jej ukończeniu pełnił funkcję oficera w I Grupie Odbiorowej przy Wydziale Technicznym Arsenału Lotniczego. W styczniu 1918 przeniesiony do jednostki zapasowej w celu przeszkolenia na pilota myśliwskiego. Zakończył je w lipcu w polowej szkole pilotów w Campoformido i skierowany został do jednostki bojowej Flik 61/J na froncie włoskim. Zestrzelony w 1918, przymusowo wodował w Adriatyku.

### Służba w Wojsku Polskim
Pod koniec 1918 na tajne wezwanie POW znalazł się we Lwowie przygotowując wraz ze Stefanem Bastyrem i Gustawem Mokrzyckim plany przejęcia lwowskiego lotniska Lewandówka. Po zdobyciu go 2 listopada znalazł się w składzie II Eskadry Bojowej (przemianowanej w grudniu na 6 eskadrę wywiadowczą), która natychmiast podjęła walkę z wojskami ukraińskimi atakującymi Lwów. Do końca listopada wykonał 15 lotów bojowych. W końcu stycznia 1919 objął po Kazimierzu Schmidtie dowództwo 6 eskadry wywiadowczej (sprawował je do lipca 1919). Jego dowodzenie przypadło na okres najcięższych walk eskadry, szczególnie tych toczonych w kwietniu i maju pod Kulikowem. Słynne stały się przeprowadzane w tym czasie siłami całej III Grupy Lotniczej „loty drużynowe”, których celem było bombardowanie i ostrzeliwanie z broni pokładowej przeciwnika. Loty te przyczyniły się w dużym stopniu do podniesienia morale w broniącym się Lwowie i pokonania wojsk ukraińskich. W 1922 został przeniesiony do rezerwy.

### Okres międzywojenny
W latach 1922–1924 adiunkt i wykładowca na Politechnice Lwowskiej. 1924–1925 praktyka w fabryce samolotów „Bleriot” w Paryżu. 1925–1927 dyrektor Techniczny fabryki „Samolot” w Poznaniu. W latach 1927–1939 w Polskich Liniach Lotniczych Lot, przedstawiciel generalny PLL LOT w Berlinie, dyrektor techniczny i dyrektor naczelny w 1939. Na stopień majora został mianowany ze starszeństwem z 19 marca 1939 i 2. lokatą w korpusie oficerów rezerwy lotnictwa.

### II wojna światowa
We wrześniu 1939 w Sztabie Naczelnego Dowódcy Lotnictwa i OPL. Odpowiedzialny za ewakuację pracowników i parku maszynowego LOT-u. Ewakuował pracowników i sprzęt do Rumunii, Francji, a później do Wielkiej Brytanii. W 1940 w Wojsku Polskim we Francji. Tu od października 1939 do maja 1940 służył w Referacie Technicznym Dowództwa Sił Powietrznych. Po upadku Francji przedostał się do Wielkiej Brytanii. Kolejno jako: Flying Officer (5 sierpnia 1940), Flight Lieutenant (1 marca 1941), Squadron Leader (1 marca 1942). Stanowiska w Polish Air Force: Polish Air Force Depot R.A.F. Blackpool - Supernumerary (5 sierpnia 1940 – 9 lipca 1941). Operational Training Unit R.A.F. Bramcote - Technical Engineer Duties (10 lipca 1941 – 6 lipca 1943). Polish Inspectorate General London (7 lipca 1943 – 31 maja 1944). Headquarters Polish Air Force London (1 czerwca 1944 – 5 stycznia 1945). Headquarters Technical Training Command R.A.F. Brampton (6 stycznia 1945 – 1 lutego 1945). Polish Aircraft Apprentice School R.A.F. Halton School Commandant (2 lutego 1945 – 2 stycznia 1946). Polish Ait Force Depot R.A.F. Dunholme Lodge - Supernumerary (3 stycznia 1946 – 23 marca 1946). Służbę zakończył w stopniu podpułkownika. W 1946 r. powrócił do kraju.

### W komunistycznej Polsce
Od 15 kwietnia 1946 do 31 października 1947 dyrektor techniczny PLL LOT. Uwięziony przez władze komunistyczne 31 października 1947 pod zarzutem sabotażu i szpiegostwa. Po ciężkim śledztwie w więzieniu na Rakowieckiej został skazany w ramach procesu kierownictwa PLL LOT na dożywotnie więzienie z pozbawieniem praw publicznych, obywatelskich praw honorowych i przepadkiem całego mienia. Więziony kolejno na Rakowieckiej, we Wronkach i Rawiczu. W bardzo złym stanie zdrowia wyszedł z więzienia 25 maja 1956. Został w pełni zrehabilitowany przez władze komunistyczne 28 marca 1957. Od 1 czerwca 1957 do 30 kwietnia 1959 był adiunktem w Centralnym Instytucie Informacji Naukowo Technicznej. W roku 1959, w wieku 69 lat, wyemigrował do Austrii. Umarł w zapomnieniu w Wiedniu 17 stycznia 1971.

## Ordery i odznaczenia
- Krzyż Niepodległości (4 listopada 1933)[5][6]
- Krzyż Kawalerski Orderu Odrodzenia Polski (15 czerwca 1939)[2]
- Krzyż Walecznych (czterokrotnie)
- Złoty Krzyż Zasługi (27 kwietnia 1934)[7]
- Krzyż Obrony Lwowa
- Polowa Odznaka Pilota (za loty bojowe 1918–1920)
- Krzyż Oficerski Węgierskiego Orderu Zasługi (Węgry)
- Medal Obrony (Wielka Brytania)
- Medal Wojny 1939–1945 (Wielka Brytania)